# Cheriu
Cheriu – wieś w Rumunii, w okręgu Bihor, w gminie Oșorhei. W 2011 roku liczyła 870 mieszkańców.